# 歐洲時報
歐洲時報（法語：Nouvelles d'Europe）是報道歐洲時事的華文報章，由欧洲时报文化传媒集团发行，总部设在法国巴黎，创刊于1983年1月。有時被視為中國共產黨的歐洲黨報。

## 背景
“欧洲时报文化传媒集团”总部设立在法国巴黎，并在英國、德國、意大利、奧地利和西班牙等5国建立有分支机构。《欧洲时报》是“欧洲时报文化传媒集团”的旗舰日报，创刊于1983年1月，发行覆盖欧洲地區。
“歐洲時報文化傳媒集團”和“Guang Hua Cultures et Media”的9成股份由“YA ZHOU WEN HUA”（亞洲文化）持有，實際由在香港註冊的“亞洲文化企業有限公司”所操控，此公司與中共中央统战部及國僑辦的關係密不可分；中國共產黨透過《歐洲時報》在歐洲多國進行全方位的政治宣傳。
如水雜誌調查，具體掌管《歐洲時報》業務的中共機構是國僑辦，2018年被併入中共中央统战部。該報的華文及外語內容，不遺餘力宣揚中共的政治觀點，有時又會被其他中共官媒「引用」作境內宣傳。該集團亦有多個使用英、法和德語的多個媒介，包括法語月刊‭ ‬Le9、法語網站‭ ‬chine-info.com、英語網站‭ ‬China Minutes、德語月刊‭ ‬China Rundschau‭ ‬和德語網站‭ ‬de.china-info24‭.‬com。《歐洲時報》集團，也透過電影、電視宣揚中共意識型態，例如在德國發行吳京主演《戰狼‭ ‬2》。
該報高層大多與中共關係密不可分。社長張曉貝父親张香山生前是中联部副部長、中宣部副部長、政協常委。張曉貝曾任職中共中宣部旗下官媒《中國日報》英文版十‬年。常務副社長鍾誠，是官媒《中國新聞周刊》的前總編輯及中新社巴黎分社社長。該報的中層、低層員工，不少人曾在中共官媒任職或發表文章。

## 出版業務
《欧洲时报》每周出版五天，周一、周二、周三、周四16版周末20版，前社长杨咏桔，现任社长张晓贝。
《欧洲时报》除传统纸媒外，如今还设有“欧洲时报大参”（法国版）、英伦圈（英国版）、意烩（意大利版）、道德经（德国版）、维城（奥地利和中欧东欧版）、西闻（西班牙版）等针对不同国家华侨华人设立的微信公众号。欧洲时报微博侧重于欧洲时政新闻报道。
目前，《欧洲时报》在法国发行日报与周报《生活周刊》。欧洲时报在英国、德国、意大利、奥地利、西班牙等国拥有分社，除法国外的其它分社，每周目前只发行周报或月刊。

### 發展史
1983年1月于法国创刊。
2011年12月15日，《欧洲时报•英国版》在英国伦敦创刊，之后于2013年4月5日起与英国《泰晤士报》合作在副刊中推出《泰晤士报》中文版。2014年6月，改为与《电讯报》合作，每周推出两个中文版。
2012年8月24日，《欧洲时报•中东欧版》在奥地利维也纳创刊，目前已覆盖中东欧22个国家和地区。
2013年9月25日，《欧洲时报•德国版》在德国法兰克福创刊，2015年6月定期增出德文月刊。2016年上半年，报纸发行已覆盖荷比卢三国和北欧四国。
2014年12月，《欧洲时报•意大利版》在意大利罗马开始试刊，2015年1月8日正式创刊，发行覆盖全意大利。2016年上半年，报纸已发行覆盖希腊、马耳他和塞浦路斯三国。

## 公信力爭議

### 疑似宣稱3千萬港人支持國安法
2020年6月，中國人大繞過香港立法會，《歐洲時報》中東歐版2020年第23期（總第1170期）頭版出現「港區國安法贏港民間近三千萬人支持」的標題，而香港實際上大約只有750萬人口，引起網民熱議。有網民一度懷疑報道標題是否被人改圖惡搞，但《蘋果日報》查證後確定，該份《歐洲時報》的原檔標題確是〈港區國安法贏港民間近三千萬支持〉。有網民揶揄，這是否包括鬼魂在內，「CCP（中國共產黨）還有什麼不敢吹的」。6月16日，《欧洲时报》官网电子报显示該期的标题中相关数字为“三百万”。